# Tom Ainsley
Tom Ainsley es un actor de televisión.

## Biografía
Tom tiene una hermana.
Se entrenó en el "Italia Conti Academy BA" en actuación.

## Carrera
Tom ha aparecido en comerciales para la televisión de Childline - (Your Can Talk to Us) y para BSKYB - (What a Weekend).
En Londres es representado por "Hamilton Hodell", mientras que en los Estados Unidos es representado por "CAA" y dirigido por Luber Roklin Entertainment.
En el 2015 se unió al elenco recurrente de la serie The Royals, donde interpretó al estudiante Nick Roane, el amigo e interés romántico de Ophelia Pryce (Merritt Patterson).
Ese mismo año apareció en la serie Versailles donde dio vida a Benoît.
En 2016 se unió al elenco de la película Jarhead 3: The Siege donde interpretó al soldado Hansen.

## Filmografía

### Series de televisión
| Año         | Título                | Personajes | Notas                          |
| ----------- | --------------------- | ---------- | ------------------------------ |
| 2022 - 2023 | How I Met Your Father | Charlie    | Principal                      |
| 2016        | Holby City            | Ben Harris | episodio "Just Get on with It" |
| 2015        | Versailles            | Benoît     | 3 episodios                    |
| 2015        | The Royals            | Nick Roane | 4 episodios                    |
| 2014        | Playhouse Presents    | AJ         | episodio "Timeless"            |
| 2014        | Doctors               | Johan Rose | episodio "Wires Crossed"       |

### Películas
| Año  | Título               | Personajes  | Notas |
| ---- | -------------------- | ----------- | --- |
| 2016 | Serpent              | Adam Kealey | junto a Sarah Dumont                                                                                         |
| 2016 | Boots on the Ground  | Pawlo       | junto a Ian Virgo, Ryan McParland, Sally Day, Valmike Rampersad y Victoria Hannent                           |
| 2016 | Jarhead 3: The Siege | Hansen      | junto a Scott Adkins, Charlie Weber, Dante Basco, Romeo Miller, Erik Valdez, Sasha Jackson y Dennis Haysbert |
| 2014 | Gallery Girl         | Mike        | corto - junto a Miranda Chance                                                                               |

### Teatro
| Año | Obra                      | Personaje | Director (a)       | Teatro                | Notas                  |
| --- | ------------------------- | --------- | ------------------ | --------------------- | ---------------------- |
| -   | Ghosts                    | Oswald    | Richard Eyre       | -                     | -                      |
| -   | Vieux Carré               | Escritor  | Chris White        | Avondale Theatre      | junto a Lauren Roberts |
| -   | Punk Rock                 | Nicholas  | Max Key            | -                     | -                      |
| -   | Machinal                  | Amante    | Chris White        | Edinburgh Fringe 2012 | -                      |
| -   | The Accrington Pals       | Tom       | Kate Colgrave-Pope | Hammerton Theatre     | -                      |
| -   | A Midsummer Night's Dream | Oberon    | George Richmond    | -                     | -                      |
| -   | A Lie of the Mind         | Frankie   | Chris Whit         | -                     | -                      |
| -   | A Month in the Country    | Rakitin   | Kate Williams      | -                     | -                      |